# Édouard Lalo
Édouard-Victoire-Antoine Lalo (27 tháng 1 năm 1823 – 29 tháng 4 năm 1892) là một nhà soạn nhạc người Pháp thuộc thời kì Lãng mạn.

## Tiểu sử
Lalo được sinh ở Lille (Nord), phía Bắc nước Pháp. Ông đi học tại nhạc viện của thành phố khi trẻ. Sau đó, khi vừa 16 tuổi, ông học tại nhạc viện Paris dưới sự chỉ dạy của đối thủ cũ của Berlioz là François Antoine Habeneck. Trong nhiều năm, ông là người chơi đàn dây và giáo viên tại Paris. Năm 1848, ông cùng bạn bè thành lập nhóm tứ tấu Armingaud, chơi viola và sau đó là violin hai. Những tác phẩm sớm nhất còn giữ được của Lalo là các ca khúc và các tác phẩm thính phòng (hai giao hưởng đầu tiên đã bị hủy).
Lalo cưới Julie Besnier de Maligny, một giọng nữ trung từ Bretagne, vào năm 1865. Người vợ khơi gợi cho ông niềm hứng thú với opera và ông đã sáng tác các tác phẩm cho sân khấu. Thật không may, những tác phẩm này bị cho là quá cấp tiến và mang phong cách Wagner nên ban đầu không được đón nhận mặc cho sự tươi mới và tính sáng tạo của chúng. Điều đó khiến Lalo dành phần lớn sự nghiệp cho sáng tác nhạc thính phòng, lần đầu tiên dần trở thành mốt tại Pháp, và tác phẩm cho dàn nhạc.
Dù Lalo không phải là một cái tên được công nhận ngay lập tức trong giới âm nhạc Pháp, phong cách đặc biệt của ông giúp ông đạt được vài mức độ danh tiếng. Symphonie espagnole cho violin và dàn nhạc vẫn giữ một vai trò hàng đầu trong vốn tiết mục biểu diễn của violin, trong giới âm nhạc nhiều khi nó chỉ được gọi đơn giản là "Lalo". Ông cũng được biết đến với Cello concerto giọng Rê thứ.
Mãi cho đến khi hơn bốn mươi tuổi ông mới có được tiếng vang với tư cách nhà soạn nhạc. Le roi d'Ys (Vua xứ Ys), một opera dựa trên truyền thuyết Bretagne về Ys, là tác phẩm phức tạp và nhiều tham vọng nhất của ông (đây cũng là truyền thuyết tạo cảm hứng cho Claude Debussy sáng tác tiểu khúc piano nổi tiếng Nhà thờ chìm). Vở opera này bị từ chối biểu diễn trong 10 năm sau khi được sáng tác và chỉ được biểu diễn bắt đầu từ năm 1888 khi Lalo đã 65 tuổi. Truyền thuyết về Ys cũng được ông dùng trong giao hưởng Son thứ (một tác phẩm yêu thích của Thomas Beecham) và nhiều tác phẩm thính phòng. Ông được phong hạng hiệp sĩ của huân chương Bắc Đẩu bội tinh vào năm 1880. Ông qua đời tại Paris vào năm 1892 và được an táng tại nghĩa trang Père-Lachaise, để lại nhiều công trình chưa hoàn thành.

## Di sản
Năm 1962, nhà soạn nhạc Maurice Jarre dùng một chủ đề từ Piano concerto của Lalo cho phần âm nhạc của phim Lawrence xứ Ả Rập.

## Văn hóa đại chúng
Loạt phim truyền hình khoa học viễn tưởng của Mỹ, Star Trek: The Next Generatio, nhắc đến "U.S.S. Lalo" trong hai tập phim "We'll Always Have Paris" và "The Best of Both Worlds". Tên con tàu vũ trụ này có lẽ được đặt để vinh danh nhà soạn nhạc.